# 孔徳駅
孔徳駅（コンドクえき）は、大韓民国ソウル特別市麻浦区にある、ソウル交通公社・空港鉄道（A'REX）・韓国鉄道公社（KORAIL）の駅。

## 乗り入れ路線
ソウル交通公社の5号線・6号線、空港鉄道の仁川国際空港鉄道、韓国鉄道公社の京義・中央線が乗り入れ、相互間の接続駅となっている。
韓国鉄道公社の駅に乗り入れている路線は、線路名称上は龍山線であるが、当駅には京義・中央線電車が停車し、旅客案内では「龍山線」とは案内されていない。
首都圏電鉄には駅番号が導入されており、5号線は「529」、6号線は「626」、仁川国際空港鉄道は「A02」、京義・中央線は「K312」の駅番号が付与されている。

## 歴史
- 1996年12月30日 - ソウル特別市都市鉄道公社（当時）5号線の駅が開業。
- 2000年12月15日 - ソウル特別市都市鉄道公社（当時）6号線の駅が開業。
- 2011年11月30日 - 仁川国際空港鉄道の駅が開業。
- 2012年12月15日 - 京義電鉄線が開業[1]。
- 2014年12月27日 - 龍山まで京義電鉄線が延伸され、中央電鉄線と接続、両線が統合され京義・中央線となる。
- 2017年5月31日 - ソウル特別市都市鉄道公社とソウルメトロが統合され、5号線・6号線はソウル交通公社の駅となる。

## 駅構造

### ソウル交通公社
5号線は島式ホーム1面2線、6号線は相対式ホーム2面2線を有する地下駅である。両線共に保安用にホームドアシステム（フルスクリーンタイプ）を装備する。
5号線の改札口は3ヶ所、6号線の改札口は1ヶ所（上下別）ある。化粧室は地下1階に2ヶ所ある。（いずれも改札外）
出入口は1番から8番までの計8ヶ所ある。

#### のりば
案内上ののりば番号は両線共に設定されていない。 
| ホーム             | 路線               | 行先                                   |                    |
| 5号線ホーム（B3F） | 5号線ホーム（B3F） | 5号線ホーム（B3F）                     | 5号線ホーム（B3F） |
| ------------------ | ------------------ | -------------------------------------- | ------------------ |
| 上り               | 5号線              | 汝矣島・永登浦区庁・金浦空港・傍花方面 |                    |
| 下り               | 5号線              | 鍾路3街・往十里・上一洞・馬川方面      |                    |
| 6号線ホーム（B2F） |                    |                                        |                    |
| 上り               | 6号線              | 合井・デジタルメディアシティ・鷹岩方面 |                    |
| 下り               | 6号線              | 三角地・東廟前・石渓・新内方面         |                    |

### 空港鉄道
仁川国際空港鉄道のホームは京義・中央線ホームと上下で並行しており、仁川国際空港鉄道のホーム・改札階は下段部に位置する。
ホーム階は地下4階で、相対式ホーム2面2線を有する。保安用にホームドアシステム（フルスクリーンタイプ）を装備する。 
改札階は地下3階で、西側に他路線への連絡改札が、東側に京義・中央線の改札階方面に通じる改札口が設置されている。

#### のりば
案内上ののりば番号は設定されていない。 
| ホーム | 路線             | 行先                                                                 |
| ------ | ---------------- | -------------------------------------------------------------------- |
| 上り   | 仁川国際空港鉄道 | ソウル方面                                                           |
| 下り   | 仁川国際空港鉄道 | 金浦空港・黔岩・仁川国際空港1ターミナル・仁川国際空港2ターミナル方面 |

### 韓国鉄道公社
京義・中央線のホームは仁川国際空港鉄道ホームと上下で並行しており、京義・中央線のホーム・改札階は上段部に位置する。
ホーム階は地下2階で、相対式ホーム2面2線を有する。保安用にホームドアシステム（フルスクリーンタイプ）を装備する。上階方面階段は改札階へ、下階方面階段は5号線・6号線への連絡通路及び仁川国際空港鉄道改札階に通じる。
改札階は地下1階で、改札口は上下ホーム別々で設置されている。そのため両ホームは地下1階からは行き来できず、地下3階からなら行き来することができる。

#### のりば
| ホーム | 路線                   | 行先                                   |
| ------ | ---------------------- | -------------------------------------- |
| 1      | 首都圏電鉄京義・中央線 | デジタルメディアシティ・一山・文山方面 |
| 2      | 首都圏電鉄京義・中央線 | 龍山・清凉里・徳沼・龍門方面           |

## 利用状況
近年の一日平均利用人員推移は下記のとおり。なお、6号線の2000年は開業日の12月15日から12月31日までの17日間の平均である。
| 路線         | 路線     | 2000年 | 2001年 | 2002年 | 2003年 | 2004年 | 2005年 | 2006年 | 2007年 | 2008年 | 2009年 | 出典  |
| ------------ | -------- | ------ | ------ | ------ | ------ | ------ | ------ | ------ | ------ | ------ | ------ | ----- |
| 5号線        | 乗車人員 | 14,172 | 12,475 | 11,940 | 11,996 | 11,906 | 12,018 | 12,151 | 12,041 | 11,972 | 12,432 | [ 3 ] |
| 5号線        | 降車人員 | 14,734 | 12,655 | 11,981 | 12,072 | 11,923 | 12,011 | 12,258 | 12,322 | 12,270 | 12,697 | [ 3 ] |
| 5号線        | 乗降人員 | 28,906 | 25,130 | 23,921 | 24,068 | 23,829 | 24,029 | 24,409 | 24,362 | 24,241 | 25,129 | [ 3 ] |
| 6号線        | 乗車人員 | 3,945  | 7,421  | 9,589  | 10,378 | 11,025 | 11,257 | 12,038 | 12,581 | 12,684 | 13,412 | [ 3 ] |
| 6号線        | 降車人員 | 3,824  | 7,912  | 10,061 | 10,932 | 11,590 | 11,887 | 12,692 | 13,094 | 13,240 | 14,038 | [ 3 ] |
| 6号線        | 乗降人員 | 7,768  | 15,334 | 19,649 | 21,311 | 22,615 | 23,145 | 24,730 | 25,675 | 25,924 | 27,450 | [ 3 ] |
| 路線         | 路線     | 2010年 | 2011年 | 2012年 | 2013年 | 2014年 | 2015年 | 2016年 | 2017年 | 2018年 | 出典   |       |
| 京義・中央線 | 乗車人員 | 未開通 | 未開通 | 1,915  | 1,972  | 2,424  | 3,275  | 3,177  | 3,414  | 3,856  | [ 4 ]  |       |
| 京義・中央線 | 降車人員 | 未開通 | 未開通 | 2,191  | 1,971  | 2,335  | 3,338  | 3,495  | 3,724  | 4,008  | [ 4 ]  |       |
| 京義・中央線 | 乗降人員 | 未開通 | 未開通 | 4,106  | 3,943  | 4,759  | 6,613  | 6,672  | 7,136  | 7,864  | [ 4 ]  |       |
| 5号線        | 乗車人員 | 12,896 | 13,573 | 13,749 | 14,086 | 14,117 | 13,128 | 12,889 | 13,131 | 13,398 | [ 3 ]  |       |
| 5号線        | 降車人員 | 13,104 | 13,873 | 14,323 | 14,745 | 14,723 | 13,813 | 13,521 | 13,869 | 14,284 | [ 3 ]  |       |
| 5号線        | 乗降人員 | 26,001 | 27,446 | 28,072 | 28,831 | 28,840 | 26,941 | 26,411 | 27,000 | 27,682 | [ 3 ]  |       |
| 6号線        | 乗車人員 | 13,653 | 14,606 | 16,186 | 16,845 | 17,250 | 17,741 | 17,573 | 17,709 | 18,127 | [ 3 ]  |       |
| 6号線        | 降車人員 | 14,200 | 15,112 | 16,591 | 16,908 | 17,266 | 17,390 | 17,156 | 17,305 | 17,735 | [ 3 ]  |       |
| 6号線        | 乗降人員 | 27,853 | 29,718 | 32,777 | 33,754 | 34,516 | 35,131 | 34,729 | 35,014 | 35,862 | [ 3 ]  |       |
| 空港鉄道     | 乗車人員 | 未開通 | 2,203  | 7,084  | 10,516 | 12,447 |        |        |        |        | [ 5 ]  |       |
| 空港鉄道     | 降車人員 | 未開通 | 1,991  | 7,705  | 10,803 | 12,930 |        |        |        |        | [ 5 ]  |       |
| 空港鉄道     | 乗降人員 | 未開通 | 4,199  | 14,789 | 21,319 | 25,377 |        |        |        |        | [ 5 ]  |       |

## 駅周辺
- ソウル市福祉公団（朝鮮語版）
- ソウル特別市50プラス財団（朝鮮語版）
- S-OIL本社
- イーマート麻浦孔徳店
- ロッテシティホテル麻浦
- 信用保証基金（朝鮮語版）
- ソウル女子中学校（朝鮮語版）、ソウル女子高等学校（朝鮮語版）
- 東都中学校（朝鮮語版）、ソウルデザイン高等学校（朝鮮語版）
- ソウル麻浦郵便局（集配郵便局）
- 麻浦税務署
- 白凡路
- ヒョースン本社
- 韓国産業人力公団（朝鮮語版） ソウル地域本部
- ロッテスーパー（朝鮮語版） 孔徳店
- ソウル孔徳初等学校（朝鮮語版）
- 孔徳市場
- 桃花洞住民センター
- 孔徳洞住民センター
- 阿峴洞住民センター
- ハンギョレ新聞社

## 隣の駅
ソウル交通公社
 5号線
麻浦駅 (528) - 孔徳駅 (529) - エオゲ駅 (530)
 6号線
大興駅 (625) - 孔徳駅 (626) - 孝昌公園前駅 (627)
空港鉄道
 仁川国際空港鉄道 
直通
通過
一般（各駅停車）
ソウル駅 (A01) - 孔徳駅 (A02) - 弘大入口駅 (A03)
韓国鉄道公社
 首都圏電鉄京義・中央線
龍山急行
弘大入口駅 (K314) - 孔徳駅 (K312) - 龍山駅 (K110)
中央急行・緩行
西江大駅 (K313) - 孔徳駅 (K312) - 孝昌公園前駅 (K311)